# Lombarda (trovadora)
Lombarda (n. ca. 1190) fue una trobairitz de comienzos del siglo XIII de Toulouse (fl. 1217–1262) solo conocida por su vida y un breve tenso. Si bien por su nombre hay quienes han interpretado que era de Lombardia, en realidad indica que provenía de una familia de mercaderes o banqueros, dado que "Lombardo" era un término utilizado en dicho sentido en Europa por esa época. Otros eruditos han sugerido, que a causa de su conexión con un señor de Armagnac, que ella era de Gascuña.
Ella escribía en estilo trobar clus, una de las pocas mujeres en utilizarlo. La única obra de ella que ha sobrevivido está relacionada con su vida  y un razo. Según su vida ella era noble, hermosa, encantadora, e instruida, hábil en componer canciones sobre fin'amors. El adjetivo "noble" y el honorífico Na (Dama) adjuntos a su nombre implican que ella estaba desposada y probablemente a comienzos de sus 20 años cuando realiza su actividad poética.
Hacia 1217, cuando, Bernart Arnaut, hermano del entonces conde Geraud V, cuando reclamó Armagnac visitó a Lombarda y entabló amistad con ella. Sin embargo él partió, sin despedirse de ella y le envió un breve poema a su casa. Es a ese poema que Lombarda le escribió una respuesta y se la envió a Arnaut.